# Hławani
Hławani (ukr. Главані) – wieś na Ukrainie, w obwodzie odeskim, w rejonie bołgradzkim, w hromadzie Arcyz. W 2024 liczyła 2010 mieszkańców, głównie Bułgarów.
Znajduje się tu stacja kolejowa Hławani, położona na linii z Odessy do Izmaiłu.